# Adonis

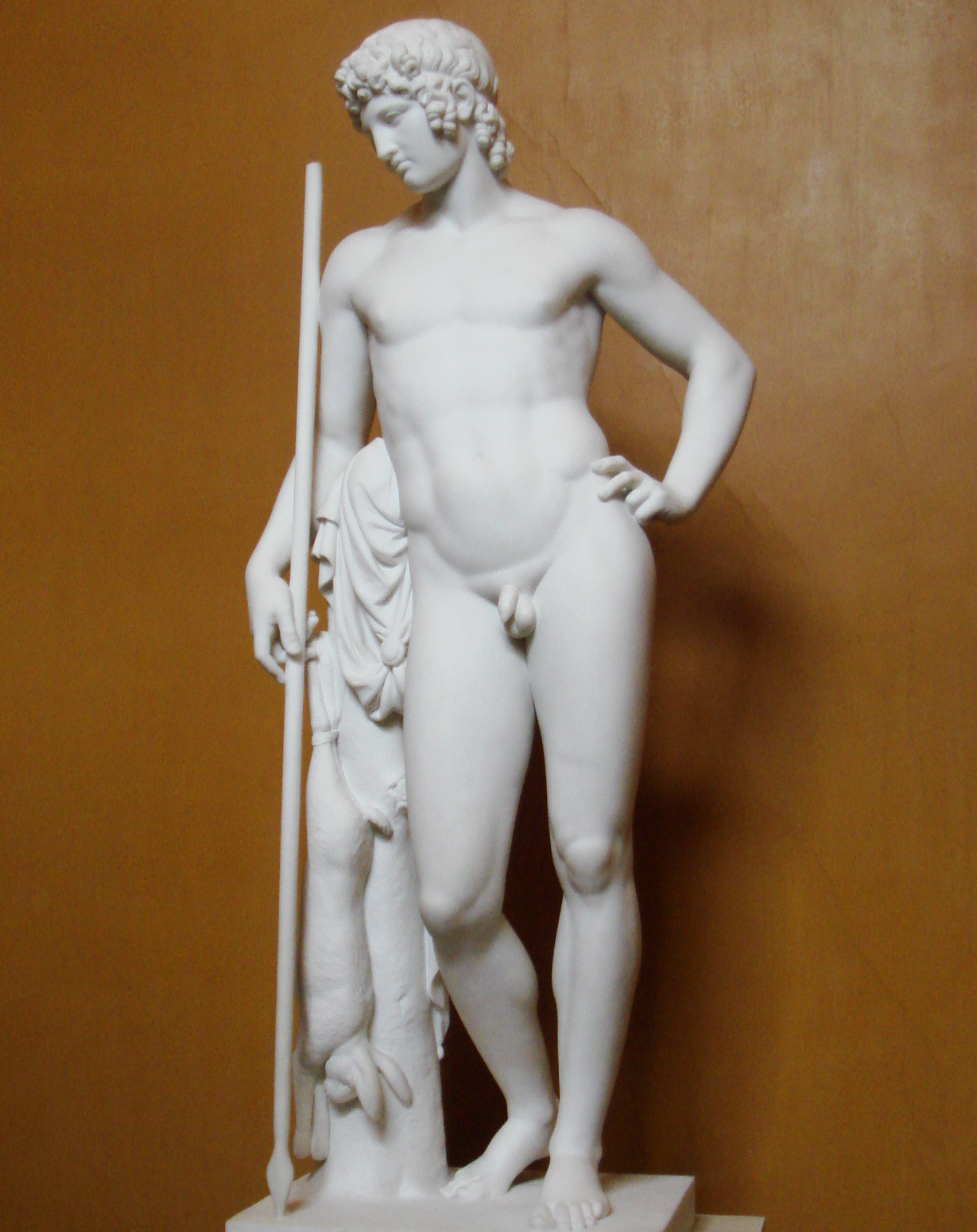
Adonis, Bertel Thorvaldsens

En la mitología griega, Adonis (en griego clásico Ἄδωνις [Ádônis]; en neogriego Άδωνις; en latín Adonis) era un amante de Afrodita eternamente joven que simbolizaba la muerte y la renovación anual de la vegetación, y cuya naturaleza estaba atada al calendario. El mito de Adonis es originario de la región de Fenicia y Judea, desde donde se extendió a todos los países del Mediterráneo con diversas modificaciones. Siempre retuvo aspectos semíticos, constituyendo una de las figuras de culto más complejas de la época clásica. Tuvo múltiples papeles, y su significado y propósito en las creencias religiosas griegas han sido objeto de mucha investigación a lo largo de los siglos. El joven Adonis resultó sumamente hermoso, hasta el punto de que la diosa Afrodita se enamoró de él locamente. En una ocasión en que Adonis andaba de caza, lo mató un jabalí salvaje.
Su equivalente semítico es Tammuz, y el etrusco, Atunis (algunos mitólogos creen que más tarde fue exportado a Germania, y que su equivalente en la mitología germánica es Baldur). Su culto era femenino y se desarrolló en el círculo de jóvenes mujeres alrededor de Safo en Lesbos sobre el 600 a. C., como revela un fragmento de Safo.

## Origen de su culto
Adonis estaba ciertamente basado en gran parte en Tammuz. Su nombre es semítico; probablemente su etimología se remonta al antiguo semítico ādōn, ‘señor’, que también fue usada como «Adonai» para referirse a Yahveh en el Antiguo Testamento. Cuando los hebreos llegaron a Canaán, se les opuso el rey de los jebusitas, Adonizedek, cuyo nombre significa ‘señor de Zedek’ (Justicia). Pero como no hay rastro de culto semítico alguno directamente relacionado con Adonis, ni tampoco ningún mitema específico relacionado con su mito griego en las lenguas semíticas, investigadores griegos y de Oriente Próximo han cuestionado esta relación (Burkert, p. 177 nota 6 bibliografía). La relación en las prácticas religiosas es con su equivalente mesopotámico, Tammuz:

Las mujeres se sientan en la puerta llorando por Tammuz, u ofrecen incienso a Baal en los tejados y siembran agradables plantas. Estas son las únicas características del culto a Adonis: un culto confinado a las mujeres que se celebra sobre tejados planos en los que se ponían fragmentos sembrados con verde ensalada que germina rápidamente, jardines de Adonis... el clímax es el ruidoso luto por el dios muerto.
Burkert, pág. 177

Adonis era adorado en religiones mistéricas secretas: hasta la época del Imperio romano (en Luciano de Samosata, De Desa Syria VI) ninguna fuente escrita menciona que las mujeres eran consoladas por un Adonis revivido. Las mujeres atenienses plantaban «jardines de Adonis», hierbas de crecimiento rápido que crecían de las semillas y morían. El Festival de Adonis era celebrado por mujeres a mediados del verano plantando hinojo y lechuga, y granos de trigo y cebada. Las plantas brotaban pronto y se marchitaban rápidamente, y las mujeres lloraban la prematura muerte del dios de la vegetación (Detienne 1972).
«En Grecia», concluye Burkert, «la función especial del culto a Adonis es como oportunidad para la expresión incontrolada de emociones en la estrictamente restringida vida de las mujeres, en contraste con el rígido orden de la polis y la familia en los festivales femeninos oficiales en honor de Deméter».

## Nacimiento y amoríos

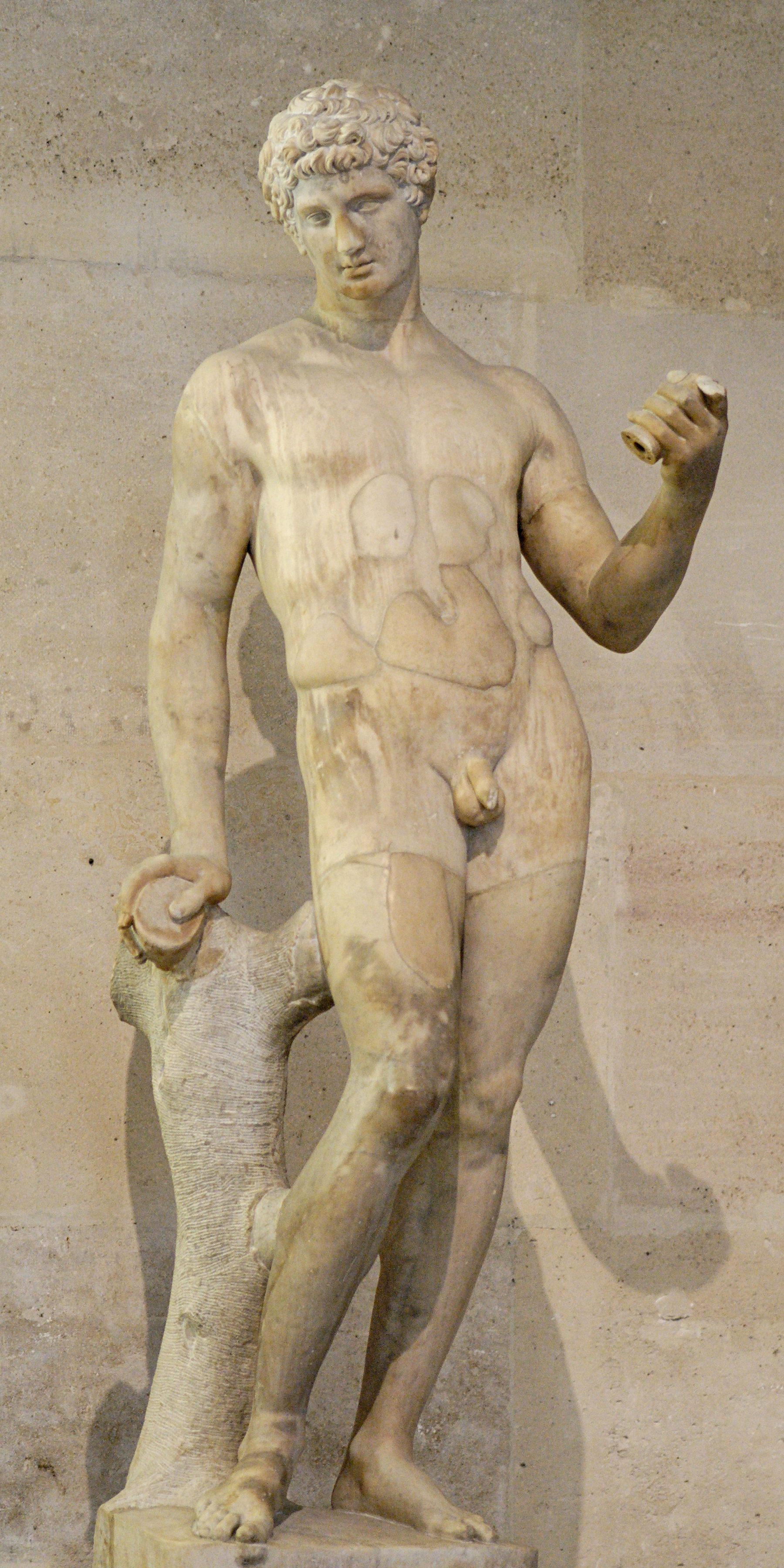
Estatua de Adonis, Museo del Louvre por François Duquesnoy.

El nacimiento de Adonis está envuelto de confusión para los que necesitan una única versión autorizada. Los helenos buscaron un padre, y lo encontraron en Biblos y Chipre, fieles indicadores de la dirección desde la que procedía su culto. Walter Burkert cuestiona si Adonis no habría llegado desde el mismo principio a Grecia con Afrodita (Burkert 1985, p.177).
Existen varias versiones del nacimiento de Adonis. En la Biblioteca mitológica se da un recuento de los padres de Adonis. Así se dice que «Cíniras fundó Pafos; y habiéndose desposado allí con Metarme, hija de Pigmalión, rey de Chipre, engendró a Oxíporo y a Adonis». Más adelante vuelve a hablarnos de sus ascendentes, a saber: «Hesíodo dice que (Adonis) era hijo de Fénix y Alfesibea; Paniasis que de Tíante, rey de Asiria, quien tenía una hija, Esmirna». De acuerdo a una versión reinterpretada por Ovidio, Adonis era hijo de Mirra, quien fue maldecida por Venus (Afrodita), lo que causó que la muchacha sintiera un deseo amoroso por su propio padre, Cíniras.
La versión más trágica, que a la vez es la más tardía, dice que Afrodita instó a Mirra a cometer incesto con su padre, Cíniras o Tías, rey de Esmirna o Siria (lo que ayuda a confirmar la zona de origen de Adonis). La niñera de Mirra ayudó con el plan, y Mirra se unió con su padre en la oscuridad. Cuando Tías descubrió al fin este engaño gracias a una lámpara de aceite, montó en cólera y persiguió a su hija con un cuchillo. Mirra huyó de su padre y Afrodita la transformó en un árbol de mirra. Cuando Tías disparó una flecha al árbol (o cuando un jabalí usó sus colmillos contra la corteza), Adonis nació de él.
Cuando Adonis nació, era un bebé tan hermoso que Afrodita quedó hechizada por su belleza, así que lo encerró en un cofre y se lo dio a Perséfone para que lo guardara, pero cuando ésta descubrió el tesoro que guardaba quedó también encantada por su belleza sobrenatural y rehusó devolverlo. La disputa entre las dos diosas fue resuelta por Zeus (o Calíope, según las versiones), quien decidió que Adonis pasase cuatro meses con Afrodita, cuatro con Perséfone y los cuatro restantes del año con quien quisiera. Adonis, sin embargo, prefería vivir con Afrodita, pasando también con ella los cuatro meses sobre los que tenía control.
Servio agrega su propia versión y nos dice que la doncella Erinoma fue presa de una maldición por parte de Juno (Hera) y así fue violada por Adonis. Finalmente la muchacha le dio a Adonis un hijo, Taleo. Tanto Heracles, como Apolo y también Dioniso gozaron del amor de Adonis. Adonis se comportaba como un hombre con Afrodita en asuntos eróticos pero como una mujer en compañía de Apolo. La misma fuente dice que Heracles también gozó del amor de Adonis y que incluso la propia Afrodita le enseñó a Neso la manera de idear una trampa para atraparlo. También se dice que el propio Dioniso raptó a Adonis, cuando erraba por Chipre, para gozar del amor del muchacho.

## Muerte

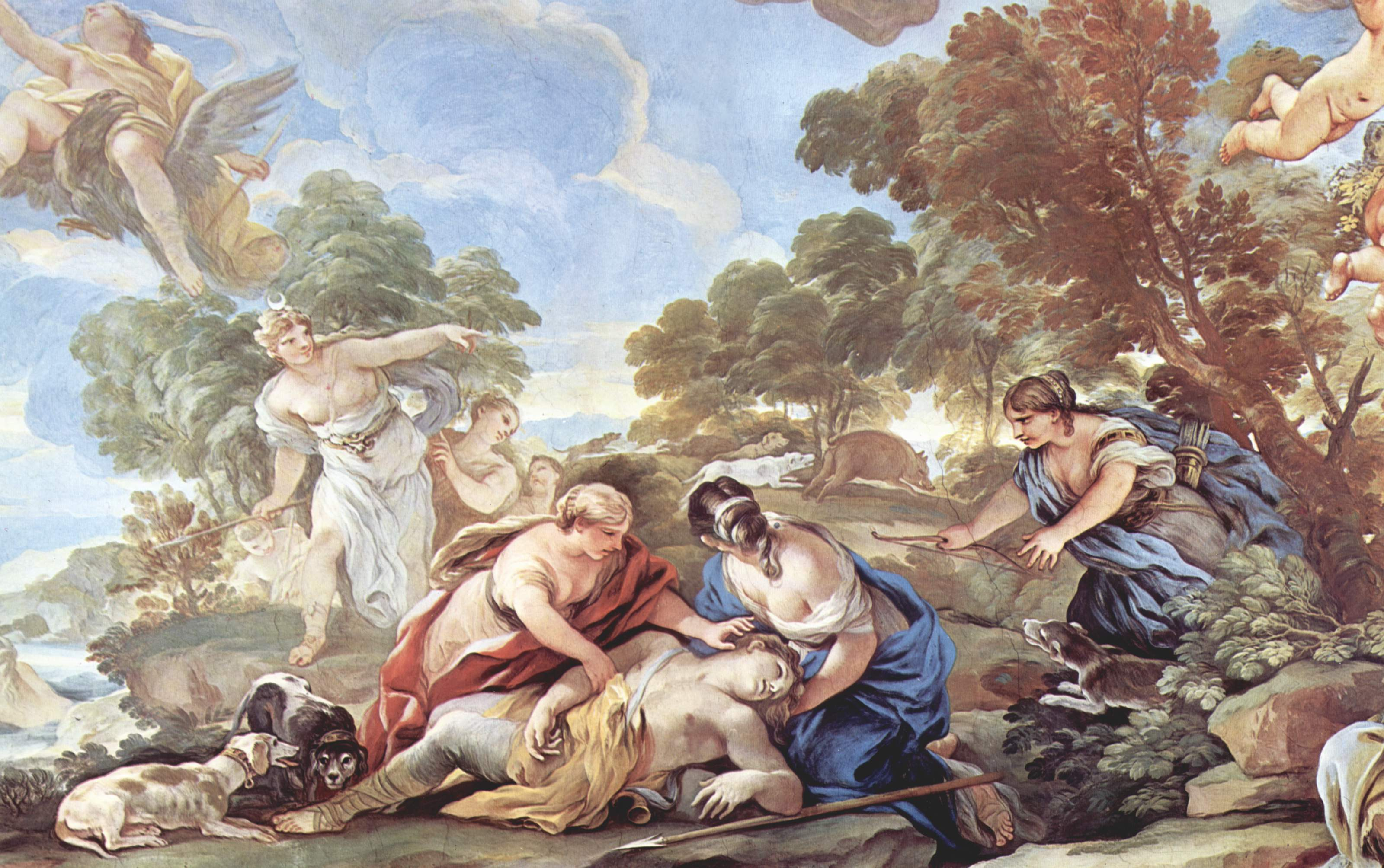
Muerte de Adonis

Adonis murió destrozado por los colmillos de un jabalí enviado por Artemisa como represalia por la implicación de Afrodita en la muerte de Hipólito, o por Apolo para castigar a Afrodita por cegar a su hijo Erimanto. Otras versiones cuentan que el jabalí era el celoso amante de Afrodita transformado, Ares. Afrodita roció néctar sobre su cuerpo, de forma que cada gota de su sangre se convirtió en una flor roja llamada anémona. Cuando Afrodita corrió a socorrerle se hirió con unas zarzas y sus gotas de sangre se transformaron en unas flores parecidas a las rosas que se llamaron «adonis».
Al morir, el río Adonis (actual Nahr Ibrahim), que nacía del monte Líbano en la Siria costera, corrió rojo según Luciano (cap. 6-9), quien atribuye el color a la sedimentación, pero añade que «sin embargo, hay algunos habitantes de Biblos que dicen que Osiris de Egipto yace enterrado entre ellos, y que el luto y las ceremonias se hacen en honor de Osiris y no de Adonis». Ciertamente, hay muchos paralelismos con el mito de Osiris, encajonado en un ataúd y encerrado en el árbol del que surgió.

## Adonis en la cultura
El poeta renacentista español Diego Hurtado de Mendoza compuso una Fábula de Adonis, Hipómenes y Atalanta en octavas reales (1553); Juan de la Cueva, su Llanto de Venus a la muerte de Adonis (1582); el poeta culterano Juan de Tassis y Peralta, II Conde de Villamediana, su Fábula de Venus y Adonis (1611-1615); Pedro Soto de Rojas su Adonis, poema inserto en su Paraíso cerrado a muchos y jardines abiertos para pocos; Alonso Castillo Solórzano su romance burlesco Fábula de Adonis en sus Donaires del Parnaso (1624); Lope de Vega su tragedia Adonis y Venus, de 1621; Tirso de Molina, su Fábula de Mirra, Adonis y Venus, incluida en su Deleytar aprovechando; Pedro Calderón de la Barca, su zarzuela La púrpura de la rosa; José Antonio Porcel y Salablanca, ya en el siglo XVIII, cuatro églogas bajo el título de El Adonis.
La obra maestra de Giambattista Marino, L'Adone, publicada en 1623, es un largo y sensual poema que elabora el mito de Adonis y representa la transición en la literatura italiana del Manierismo al Barroco.
Percy Bysshe Shelley escribió el poema titulado Adonaïs para John Keats y usó el mito como una metáfora ampliada de la muerte de este.
Adonis es el pseudónimo de uno de los más importantes poetas sirios modernos, Ali Ahmad Said Esber
Adonis es una de las simulaciones de Assassin's Creed: Odyssey.

## Uso moderno del nombre

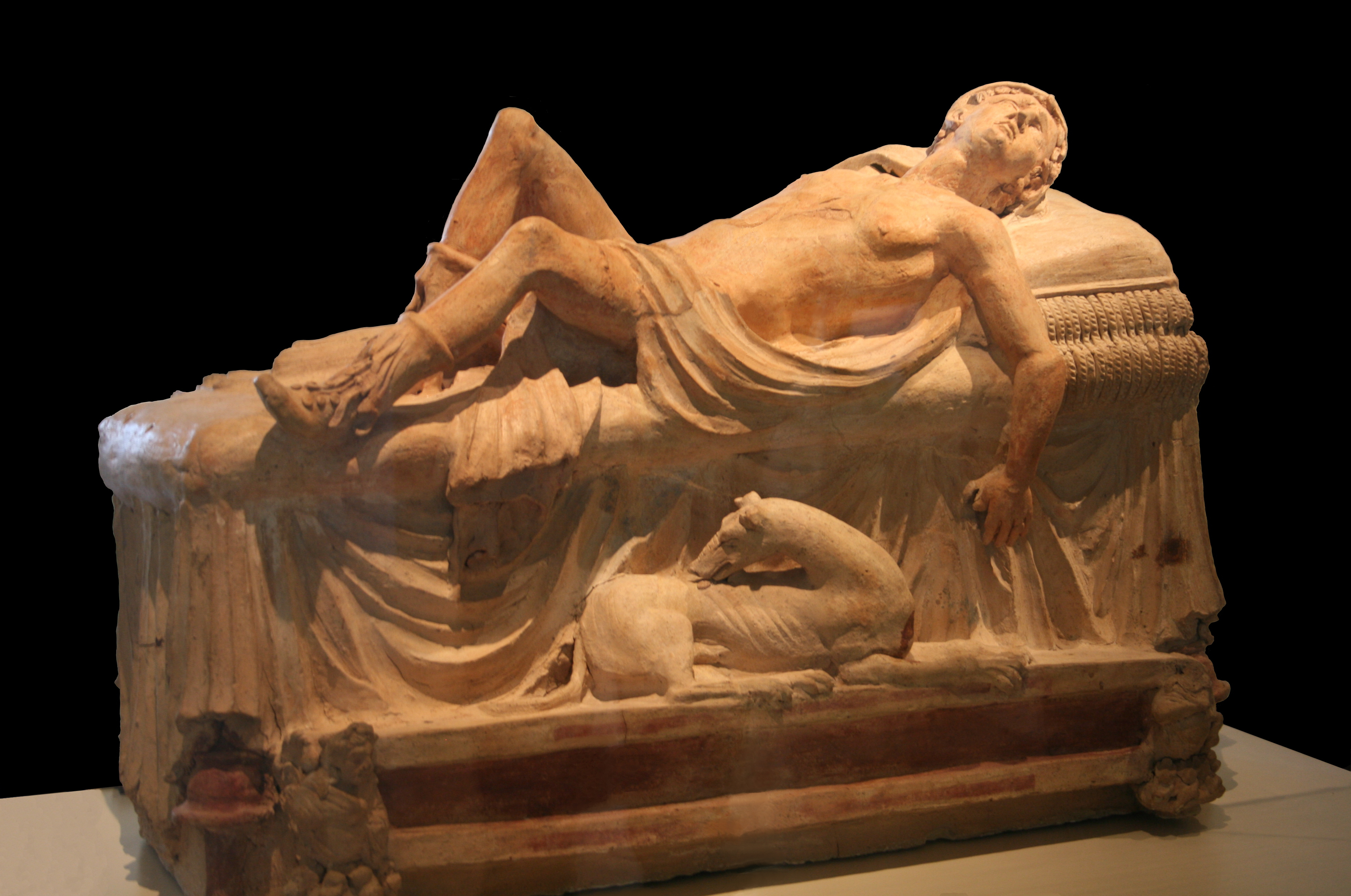
La muerte de Adonis - Museo Gregoriano Etrusco (Ciudad del Vaticano).

- El apelativo «adonis» ha pasado al lenguaje como un sustantivo común (sin flexión de número) que se usa para referirse a un hombre joven extremadamente atractivo, a menudo también vanidoso.
- (2101) Adonis es el nombre dado a uno de los asteroides Apolo descubiertos.